# Monochamus subtriangularis
Monochamus subtriangularis là một loài bọ cánh cứng trong họ Cerambycidae.